# Brachistus nelsonii
Brachistus nelsonii ist eine Pflanzenart aus der Gattung Brachistus in der Familie der Nachtschattengewächse (Solanaceae).

## Beschreibung
Brachistus nelsonii ist ein Strauch mit klebrig-filzig behaarten Sprossachsen. Die gestielten Laubblätter sind eiförmig und bis etwa 20 cm lang. Die Spitze ist lang zugespitzt, die Basis ist stark herzförmig. Die Unterseite der Blätter ist schwach filzig behaart. Der Blattrand ist ganzrandig oder mit einigen spitzen Zähnen besetzt.
Die Blüten stehen in Büscheln in Blattachseln an bis zu 3 cm langen Blütenstielen. Der glockenförmige Kelch ist drüsig-filzig behaart und besitzt fünf kurze Zipfel. Die gelbliche, 1,5 bis 2 cm lange Krone ist tief getrennt fünflappig.
Die Frucht ist eine rote, etwa 10 mm große Beere, die von einem sich vergrößernden Kelch umgeben ist.

## Botanische Geschichte
Die Art wurde 1900 von Merritt Lyndon Fernald als Athenaea nelsonii erstbeschrieben, jedoch 1969 von Armando Hunziker in eine neue Sektion Brachistus der Gattung Witheringia verschoben, die Art bekam somit den Namen Witheringia nelsonii. Die drei Arten dieser Sektion erhielten jedoch 1981 wieder den Status einer Gattung, sodass der Art erstmals die heute gültige Namenskombination Brachistus nelsonii zugewiesen wurde.